# 云贵女贞
云贵女贞（学名：Ligustrum yunguiense）是木犀科女贞属的植物。分布于中国大陆的贵州、云南等地，生长于海拔1,500米至2,100米的地区，常生于山谷林中或灌丛中，目前尚未由人工引种栽培。